# Жегжичино
Жегжичино — деревня в Батецком районе Новгородской области России. Входит в состав Батецкого сельского поселения.

## География
Деревня находится в северо-западной части Новгородской области, в зоне хвойно-широколиственных лесов, при автодороге 49Н-0119, на расстоянии примерно 3 км (по прямой) к северо-западу от посёлка Батецкий, административного центра района.

### Часовой пояс
Деревня Жегжичино, как и вся Новгородская область, находится в часовой зоне МСК (московское время). Смещение применяемого времени относительно UTC составляет +3:00.

## Население
| 1862 | 2010 |
| ---- | ---- |
| 120  | ↘3   |

### Половой состав
По данным Всероссийской переписи населения 2010 года, в гендерной структуре населения женщины составляли 100 %.

### Национальный состав
Согласно результатам переписи 2002 года, в национальной структуре населения русские составляли 100 % из 11 чел.